# Daniel Wu
Daniel Wu (chinois : 吴彦祖, Wú Yànzǔ) est un acteur américano-chinois né le 30 septembre 1974 à San Francisco (Californie).
Il est devenu célèbre tout d'abord en Chine continentale, puis à Hong Kong. Proche de Jackie Chan, il est notamment l'initiateur du réseau social alivenotdead.com.
Les films notables dans lesquels il a joué sont New Police Story, La Légende du scorpion noir, Protégé ou encore Shinjuku Incident. Ainsi, depuis ses débuts en 1998, Daniel a joué dans plus de 60 films. Pour cela, il est surnommé « le jeune Donnie Yen ».
Il est notamment connu pour son rôle en tant que protagoniste principal de la série d'arts martiaux Into the Badlands, aux côtés du jeune acteur Aramis Knight.

## Biographie
Wu est né à Berkeley, en Californie, et a grandi à Orinda. Ses parents, Diana, professeure au collège, et George Wu, ingénieur, viennent de Shanghai et sont nés en Chine. Son père a immigré aux États-Unis après la révolution communiste chinoise en 1949, et sa mère est partie vivre à New York pour ses études. Après leur mariage, la famille ne bougera plus de Californie. L'acteur a deux sœurs, Greta et Gloria.
Dès son plus jeune âge, Daniel s'intéresse aux arts martiaux après avoir vu Jet Li dans le film The Shaolin Temple, et Donnie Yen dans Iron Monkey. Son modèle enfant était Jackie Chan, qui considère Daniel comme son fils. Il a effectué sa scolarité à l'école Head-Royce à Oakland, et a poursuivi sur un master en architecture avec Tony Salas à l'Université de l'Oregon. La-bàs, il fonda le Wushu Club en 1994 et se porta volontaire pour être le premier coach de la team.
Malgré son admiration envers Luc Besson et ses performances au théâtre, Daniel Wu n'a tout d'abord pas l'ambition de devenir acteur. Après avoir obtenu son diplôme, sa sœur l’entraîna dans le milieu de la mode, et celui-ci commença à débuter une carrière de mannequin. Quatre mois plus tard, il est repéré par le réalisateur Yonfan, qui lui propose un rôle dans un film, après l'avoir vu sur une affiche dans un Métro de Hong Kong.

## Filmographie

### Films
| Année | Titre anglophone/francophone     | Titre chinois        | Rôle                       | Notes                                                                                                   |
| ----- | -------------------------------- | -------------------- | -------------------------- | --- |
| 1998  | Bishonen                         | 美少年の恋           | Sam Fai                    | |
| 1998  | City of Glass                    | 玻璃之城             | Daniel                     | nommé : Hong Kong Film Awards, meilleur nouvel acteur                                                   |
| 1998  | Young and Dangerous: The Prequel | 新古惑仔之少年激鬥篇 | Big Head                   | |
| 1999  | Gorgeous                         | 玻璃樽               | L'assistant du photographe | |
| 1999  | Gen-X Cops                       | 特警新人類           | Daniel                     | |
| 1999  | Purple Storm                     | 紫雨風暴             | Todd Nguyen                | |
| 2000  | 2000 AD                          | 公元2000             | Benny                      | |
| 2000  | Undercover Blues                 | 刑 「殺之法」        | Joe Wong                   | |
| 2001  | Headlines                        | 頭號人物             | Peter Wong                 | |
| 2001  | Hit Team                         | 重裝警察             | Inspecteur Chung Chai      | |
| 2001  | Cop on a Mission                 | 知法犯法             | Mike                       | |
| 2001  | Born Wild                        | 野獸之瞳             | Tide Ho                    | |
| 2001  | Beijing Rocks                    | 北京樂與路           | Michael Wu                 | |
| 2001  | Peony Pavilion                   | 遊園驚夢             | Xing Zhi-gang              | |
| 2002  | Beauty and the Breast            | 豐胸秘Cup            | Harper                     | |
| 2002  | Love Undercover                  | 新紮師妹             | Au Hoi-man                 | |
| 2002  | Princess D                       | 想飛                 | Joker                      | |
| 2002  | Devil Face, Angel Heart          | 變臉迷情             | Long                       | |
| 2002  | The Peeping                      | 偷窺無罪             | Calvin                     | |
| 2002  | Naked Weapon                     | 赤裸特工             | Jack Chen                  | |
| 2003  | Night Corridor                   | 妖夜迴廊             | Sam Yuen/Hung              | également le producteur ; nommé : Golden Horse Film Awards, meilleur acteur                             |
| 2003  | Love Undercover 2: Love Mission  | 新紮師妹2: 美麗任務  | Au Hoi-man                 | |
| 2003  | Hidden Track                     | 尋找周杰倫           | Officier de police         | |
| 2003  | Miss Du Shi Niang                | Miss 杜十娘          | Ken Li                     | |
| 2004  | Magic Kitchen                    | 魔幻厨房             | Kevin                      | |
| 2004  | Chiseen                          | 黐線                 |                            | Version DVD de MTV's Whatever Things                                                                    |
| 2004  | Enter the Phoenix                | 大佬愛美麗           | Georgie Hung               | |
| 2004  | One Nite in Mongkok              | 旺角黑夜             | Lai Fu                     | nommé : Hong Kong Film Awards, meilleur acteur                                                          |
| 2004  | Around the World in 80 Days      | 80日環遊世界         | Bak Mei                    | |
| 2004  | The Twins Effect II              | 千機變II: 花都大戰   | Wei Liao                   | |
| 2004  | Beyond Our Ken (en)              | 公主復仇記           | Ken                        | |
| 2004  | New Police Story                 | 新警察故事           | Joe Kwan                   | gagnant : Golden Horse Film Awards, meilleur acteur nommé : Golden Rooster Film Awards, meilleur acteur |
| 2005  | DragonBlade                      | 龍刀奇緣             | Hung Lang                  | La voix de fond                                                                                         |
| 2005  | House of Fury                    | 精武家庭             | Jason                      | |
| 2005  | Divergence                       | 三岔口               | Coke                       | |
| 2005  | Drink-Drank-Drunk                | 千杯不醉             | Michael                    | |
| 2005  | Everlasting Regret               | 長恨歌               | Kang Mingxun               | |
| 2006  | Rob-B-Hood                       | 寶貝計劃             | Agent de sécurité          | |
| 2006  | McDull, the Alumni               | 春田花花同學會       | Un otage                   | |
| 2006  | The Banquet                      | 夜宴                 | Prince Wu Luan             | |
| 2006  | The Heavenly Kings               | 四大天王             | Daniel Wu                  | aussi scénariste et directeur ; gagnant : Hong Kong Film Awards, meilleur nouveau directeur             |
| 2007  | Protégé                          | 門徒                 | Nick                       | |
| 2007  | Ming Ming                        | 明明                 | D                          | |
| 2007  | Blood Brothers                   | 天堂口               | Ah Fung                    | |
| 2009  | Shinjuku Incident                | 新宿事件             | Jie/Joe                    | |
| 2009  | Overheard                        | 竊聽風雲             | Max Lam                    | |
| 2009  | Like a Dream                     | 如夢                 | Max                        | nommé : Golden Horse Film Awards, meilleur acteur                                                       |
| 2009  | Jump                             | 跳出去               | Docteur                    | |
| 2010  | Hot Summer Days                  | 全城熱戀             | Sushi master               | |
| 2010  | Shooters                         | 鎗王之王             | Chong Tze-wai              | |
| 2011  | Don't Go Breaking My Heart       | 單身男女             | Kevin Fong                 | |
| 2011  | The Founding of a Party          | 建党伟业             | Hu Shih                    | |
| 2011  | Overheard 2                      | 竊聽風雲2            | Joe Szema                  | |
| 2011  | Inseparable                      | 形影不離             | Li                         | |
| 2011  | Le Grand Magicien                | 大魔術師             | Capitaine Tsai             | Invité                                                                                                  |
| 2012  | Tai Chi 0                        | 太极                 | Mad Monk                   | |
| 2012  | Tai Chi Hero                     | 太極２ 英雄崛起      | Mad Monk                   | |
| 2012  | The Man with the Iron Fists      | 铁拳男子             | Poison Dagger              | |
| 2012  | The Last Supper                  | 王的盛宴             | Xiang Yu                   | |
| 2012  | CZ12                             | 十二生肖             | Docteur                    | Apparition                                                                                              |
| 2013  | Europa Report                    | 木衛二報告           | William Xu                 | |
| 2013  | Control                          | 控制                 | Mark                       | |
| 2014  | That Demon Within                | 魔警                 | Dave Wong                  | nommé : Hong Kong Film Awards, meilleur acteur                                                          |
| 2014  | Overheard 3                      | 竊聽風雲3            | Joe                        | |
| 2014  | Don't Go Breaking My Heart 2     | 單身男女2            | Kevin Fong                 | |
| 2015  | I Am Somebody                    | 我是路人甲           |                            | |
| 2015  | Go Away Mr. Tumor                | 滾蛋吧！腫瘤君       |                            | |
| 2016  | Warcraft : Le Commencement       | 魔獸                 | Gul'dan                    | |
| 2016  | Battle of Life                   | 天火                 |                            | En cours                                                                                                |
| 2017  | Geostorm                         |                      | Cheng Long                 | |
| 2018  | Tomb Raider                      | 古墓丽影             | Lu Ren                     | |
| 2021  | Reminiscence                     | 怀旧                 | Saint Joe                  | |
| 2025  | Love Hurts/Back to Business      |                      | Knuckles Gable             | |

### Séries
- 2015 - 2019 : Into the Badlands, série télévisée de Alfred Gough et Miles Millar : Sunny (32 épisodes)